# Хронологія світових рекордів з бігу на 400 метрів серед чоловіків (коротка доріжка)
Світові рекорди з легкої атлетики з бігу на 400 метрів на короткій доріжці серед чоловіків визнаються Світовою легкою атлетикою з-поміж результатів, показаних легкоатлетами на синтетичній овальній доріжці довжиною до 200 метрів (як просто неба, так і в приміщенні), за умови дотримання встановлених вимог.
Світові рекорди з бігу на 400 метрів на короткій доріжці, незалежно від місця розташування (просто неба чи під дахом), фіксуються з листопада 2023.
Упродовж 1987—2023, світові рекорди на короткій доріжці фіксувались лише за умови, коли вони були показані під дахом (у приміщенні).
До 1987, велась неофіційна статистика вищих світових досягнень з бігу на 400 метрів у приміщенні, як за автоматичним (електронним), так і за ручним хронометражем.

## Хронологія вищих світових досягнень

### Ручний хронометраж
| Результат | Атлет                      | Місто змагань | Дата змагань | Примітки | Відео |
| --------- | -------------------------- | ------------- | ------------ | -------- | ----- |
| 46,6i     | Анджей Баденський Польща   | Відень        | 15.03.1970   |          |       |
| 46,6i     | Олександр Братчиков СРСР   | Відень        | 15.03.1970   |          |       |
| 46,1i     | Марчелло Ф'ясконаро Італія | Генуя         | 15.03.1972   |          |       |
| 45,9i     | Альфонс Брейденбах Бельгія | Софія         | 17.02.1974   |          |       |
| 45,9i     | Михайло Лінге СРСР         | Москва        | 16.02.1980   |          |       |

### Автоматичний хронометраж
| Результат | Атлет                        | Місто змагань | Дата змагань | Примітки | Відео |
| --------- | ---------------------------- | ------------- | ------------ | -------- | ----- |
| 47,04i    | Анджей Баденський Польща     | Мадрид        | 10.03.1968   |          |       |
| 46,87i    | Георг Нюклес ФРН             | Штутгарт      | 26.02.1972   |          |       |
| 46,83i    | Лучано Сушань Югославія      | Роттердам     | 10.03.1973   |          |       |
| 46,73i    | Лучано Сушань Югославія      | Роттердам     | 10.03.1973   |          |       |
| 46,38i    | Лучано Сушань Югославія      | Роттердам     | 11.03.1973   |          |       |
| 46,21i    | Карел Колар Чехословаччина   | Відень        | 25.02.1979   |          |       |
| 45,96i    | Гартмут Вебер ФРН            | Зіндельфінген | 07.02.1981   |          |       |
| 45,79i    | Антоніо Маккей США           | Гейнсвілл     | 11.02.1984   |          |       |
| 45,60i    | Томас Шенлебе НДР            | Париж         | 19.01.1985   |          |       |
| 45,56i    | Тодд Беннетт Велика Британія | Пірей         | 03.03.1985   |          |       |
| 45,41i    | Томас Шенлебе НДР            | Відень        | 09.02.1986   |          |       |

## Хронологія світових рекордів
| Результат                               | Атлет              | Місто змагань | Дата змагань | Примітки    | Відео            |
| --------------------------------------- | ------------------ | ------------- | ------------ | ----------- | ---------------- |
| 45,41i                                  | Томас Шенлебе НДР  | Відень        | 09.02.1986   |             |                  |
| 45,05i                                  | Томас Шенлебе НДР  | Зіндельфінген | 05.02.1988   |             |                  |
| 45,02i                                  | Денні Еверетт США  | Штутгарт      | 02.02.1992   |             |                  |
| 44,97i                                  | Майкл Джонсон США  | Ріно          | 10.02.1995   |             |                  |
| 44,63i                                  | Майкл Джонсон США  | Атланта       | 04.03.1995   |             |                  |
| 44,57i                                  | Керрон Клемент США | Фаєтвіль      | 12.03.2005   | [ 1 ] [ 2 ] | Відео на YouTube |
| 20 років, 14 днів від дати встановлення |                    |               |              |             |                  |